# المحقق فيكس
المحقق فيكس (بالإنجليزية: Detective Fix)‏ هو شخصية خيالية من رواية حول العالم في ثمانين يوما للكاتب الفرنسي جول فيرن.

## السيرة والشخصية
فيكس هو محقق إنجليزي، جذبته المكافأة المقدمة للقبض على اللص الذي سرق بنك إنجلترا، وييعى فيكس للعثور على اللص. مواصفات اللص تجعل فيكس يشك بسرعة بفيلياس هوغ عند رؤيته، ويظن بأن اللص وفوغ هما شخص واحد، وأن فوغ لم يقبل رهان السفر حول العالم في وقت معين إلا لإخفاء هروبه إلى الخارج. مع عناد غير عادي، ينتظر فيكس فوغ في السويس. لكن أمر الاعتقال لم يصل، فيقرر أن يتبع فوغ في رحلته. في محاولة بكل الوسائل لتأخير الرجل، يذهب فيكس إلى حد تسميم باسبارتو في هونغ كونغ ويفرح بالعاصفة التي حدثت برانغون.
يغير فيكس خططه عند وصول الرحلة إلى الأراضي الأمريكية. يقوم فيكس بكل ما يلزم لجعل الرحلة أسرع، ويشعر أن وقت العودة إلى بريطانيا العظمى يقترب. وهناك، سيتمكن أخيرا من القبض على فوغ دون الحاجة إلى انتظار أمر الاعتقال الذي لم يحصل عليه.
طوال هذا الوقت، لا يبدو أن فوغ يلاحظ تصرفات المحقق، ويقدم له، في كل مرحلة، مساعدته للحصول على مكان على السفن التي يستأجرها. بالتأكيد، يسأل فيكس نفسه أسئلة حول موقف فوغ النبيل، الذي يواصل رحلته حول الأرض بشكل لا يصدق، ويكون لديه شكوك في نظرته له، وفي كونه هو اللص الذي سرق البنك أم لا. ومع ذلك، يستعيد ضميره المهني اليد العليا بسرعة، وفي نهاية الرحلة، عندما يكتشف فيلياس فوغ أنه ليس لديه سوى بضع لحظات لركوب القطار، يقوم فيكس بتوقيفه. ولكن بعد بضع ساعات، يعود المحقق للاعتذار، بعد أن علم أن اللص الحقيقي قد تم القبض عليه في إدنبرة. يقوم فوغ بعدها بلكمه بعد أن ظن بأنه خسر الرهان بسبب تصرف فيكس. في وقت لاحق، يدرك فوغ خطأه في حساب الوقت ويعرف أنه كسب الرهان، فيقوم بإرسال مكافأة قدرها خمسمائة جنيه إسترليني للمحقق فيكس.